# بیماری‌های گوارشی
بیماری‌های دستگاه گوارش (به انگلیسی: Gastrointestinal disease) به همهٔ بیماری‌هایی که مربوط به دستگاه گوارش باشد گفته می‌شود. این غارضه شامل بیماری‌های مری٬ معده٬ سه بخش اول٬ دوم و سوم دوازدهه (دئودنوم)٬ تهی‌روده (ژژونوم)٬ چم‌روده (ایلئوم)٬ ایلئوسکال و مجموعهٔ رودهٔ بزرگ (شامل کولون صعودی٬ عرضی و نزولی)٬ سیگموئید و راست‌روده (رکتوم) می‌شود.

## بیماری‌های بخش فوقانی
مانند ازوفاژیت، اولسر پپتیک معده و دوازدهه، هلیکوباکتر پیلوری و گاستریت گاستروآنتریت

## بیماری‌های روده‌ها
مانند سندروم رودهٔ تحریک‌پذیر و بیماریهای التهابی روده و کولیت زخمی

## بیماری غدد گوارش

### کبد
هپاتیت (Viral hepatitis, Autoimmune hepatitis, Alcoholic hepatitis) ·  سیروز (PBC) ·  کبد چرب (NASH) ·  vascular (Hepatic veno-occlusive disease, پرفشاری ورید باب،  Nutmeg liver ) ·  سیروز کبدی ·  نارسایی کبد (انسفالوپاتی کبدی، نارسایی برق‌آسای کبد) ·  Liver abscess (Pyogenic, Amoebic)  ·  Hepatorenal syndrome ·  Peliosis hepatis · هموکروماتوز · بیماری ویلسون

### لوزالمعده
پانکراتیت (Acute, Chronic, Hereditary) ·  Pancreatic pseudocyst ·  Exocrine pancreatic insufficiency ·  [[Pancreatic fis
a]]

### کیسه صفراو مجرای صفراوی
کله‌سیستیت ·  سنگ کیسه صفرا/سنگ کیسه صفرا ·  Cholesterolosis ·  Rokitansky-Aschoff sinuses ·  Postcholecystectomy syndrome
کلانژیت (PSC, Ascending) ·  Cholestasis/Mirizzi's syndrome ·  Biliary fistula ·  Haemobilia ·  سنگ کیسه صفرا/سنگ کیسه صفرا
common bile duct (سنگ کیسهٔ صفرا، Biliary dyskinesia)